# 임준영 (뮤지컬 배우)
임준영(1994년 6월 30일 ~ )은 대한민국의 뮤지컬 배우다. 2017년 일본에서 데뷔 후, 2018년 미국 로스앤젤러스에서 공연을 이어나갔다. 지금은 ...

## 방송
- 더블 캐스팅 (2020) - Top71

## 공연
- 블루 사이공 (2019)
- 애니 (2019)